# Космическая пыль

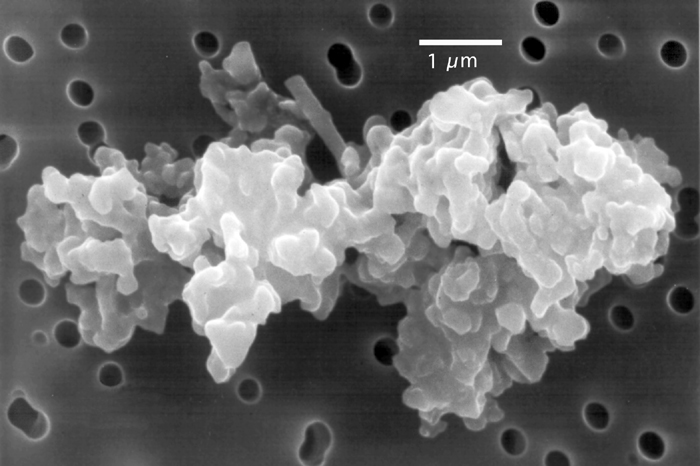
Космическая пыль под микроскопом

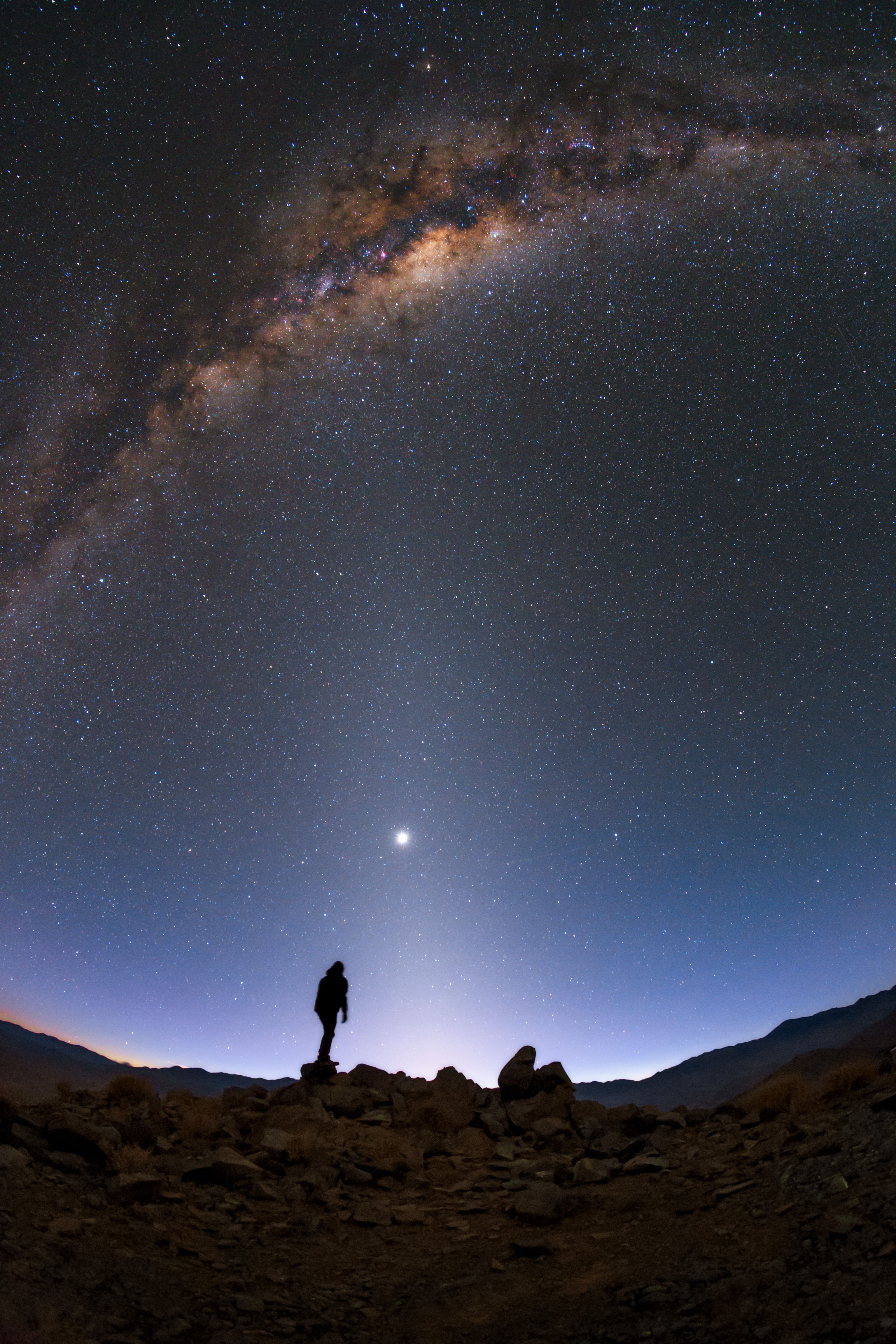
Зодиакальный свет — астрономическое явление, вызванное космической пылью

Косми́ческая пыль (иногда именуется «микрометеориты») — пыль, которая находится в космосе или попадает на Землю из космоса. Размер её частиц составляет от нескольких молекул до 0,2 мкм.
На поверхность Земли, по различным оценкам, ежедневно оседает от 60 до 100 тонн космической пыли, что в пересчёте на год составляет 25-40 тысяч тонн.
Пыль Солнечной системы включает в себя кометную пыль, астероидную пыль, пыль с пояса Койпера и межзвёздную пыль, проходящую через Солнечную систему. Плотность пылевого облака, через которое проходит Земля, составляет примерно 10−6 частиц пыли на м3. В Солнечной системе межпланетная пыль создаёт эффект, известный как зодиакальный свет.
Космическая пыль содержит некоторые органические соединения (аморфные органические твёрдые вещества со смешанной ароматико-алифатической структурой), которые могут быстро возникать естественным путём. Небольшую часть космической пыли составляет «звёздная пыль» — тугоплавкие минералы, оставшиеся в процессе звёздной эволюции.
Образцы межзвёздной пыли были собраны космическим аппаратом «Стардаст» и доставлены на Землю в 2006 году.

## Определение и классификация

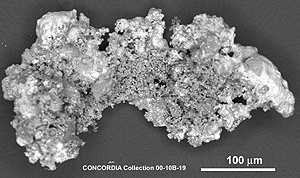
Микрометеорит

В статье «Метеорит и метеороид: новые полные определения» в журнале «Meteoritics & Planetary Science» в январе 2010 года авторы предложили научному сообществу следующее определение:

 Космическая пыль (Interplanetary dust particle (IDP)): частицы размером меньше 10 мкм, движущиеся в межпланетном пространстве. Если такие частицы впоследствии срастаются с большими по размеру телами природного или искусственного происхождения, они продолжают называться «космическая пыль».

Космическую пыль можно различать по её положению относительно астрономических объектов, например: межгалактическая пыль, галактическая пыль, межзвёздная пыль, околопланетная пыль, пылевые облака вокруг звёзд и основные компоненты межпланетной пыли в нашем зодиакальном пылевом комплексе (наблюдаемом в видимом свете как зодиакальный свет): астероидная пыль, кометная пыль и некоторые менее значительные добавки: пыль Пояса Койпера, межзвёздная пыль, проходящая через Солнечную систему, и бета-метеороиды. Межзвёздная пыль может наблюдаться в виде тёмных или светлых облаков (туманностей)
В Солнечной системе пылевое вещество распределено не равномерно, а сосредоточено в основном в пылевых облаках (неоднородностях) разных размеров. Это удалось установить, в частности, во время полного солнечного затмения 15 февраля 1961 года с помощью оптической аппаратуры, установленной на зондовой ракете Института прикладной геофизики для измерения яркости внешней короны в интервале высот 60—100 км над поверхностью Земли.

## Значение и исследования

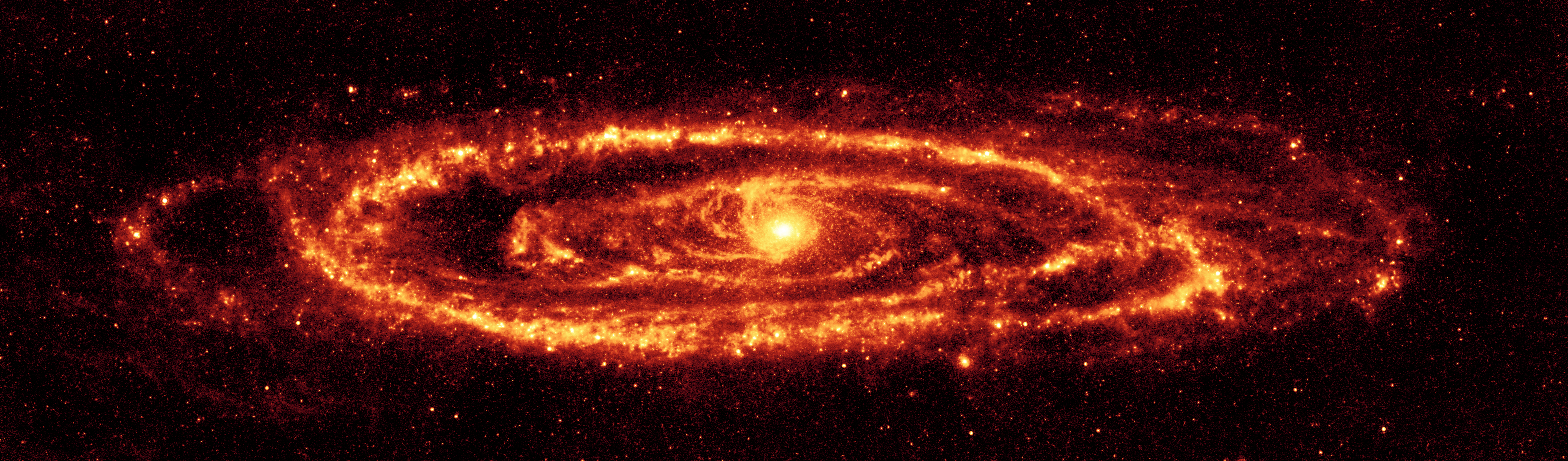
Космическая пыль в Галактике Андромеды, снимок с телескопа Спитцер

Космическая пыль на протяжении длительного времени была источником раздражения астрономического сообщества, поскольку препятствовала наблюдениям космических объектов. С началом эпохи инфракрасной астрономии было замечено, что частицы космической пыли являются важными компонентами астрофизических процессов, и их анализ позволит получить информацию о таких явлениях, как формирование Солнечной системы. Космическая пыль может играть важную роль на ранних стадиях звездообразования и участвовать в формировании будущих планет. В Солнечной системе космическая пыль играет большое значение в возникновении эффекта зодиакального света, спицах колец Сатурна, системах колец Юпитера, Сатурна, Урана и Нептуна, а также в кометах.
В настоящее время исследования космической пыли представляют собой междисциплинарную отрасль, включающую физику (физику твёрдого тела, электромагнетизм, физику поверхностей, статистическую физику, теплофизику), теорию фракталов, химию, метеоритику, а также все отрасли астрономии и астрофизики. Эти формально не связанные области исследований объединяются в силу того, что частицы космической пыли проходят эволюционный цикл, включающий химические, физически и динамические изменения. В эволюции космической пыли таким образом «отпечатываются» процессы эволюции Вселенной в целом.
Каждая частица космической пыли обладает индивидуальными характеристиками, такими как начальная скорость, свойства материала, температура, магнитное поле и т. д., и незначительное изменение любого из этих параметров может привести к различным сценариям «поведения» этой частицы. При использовании соответствующих методов можно получить информацию, откуда появился этот объект и что является промежуточной средой.

## Методы обнаружения

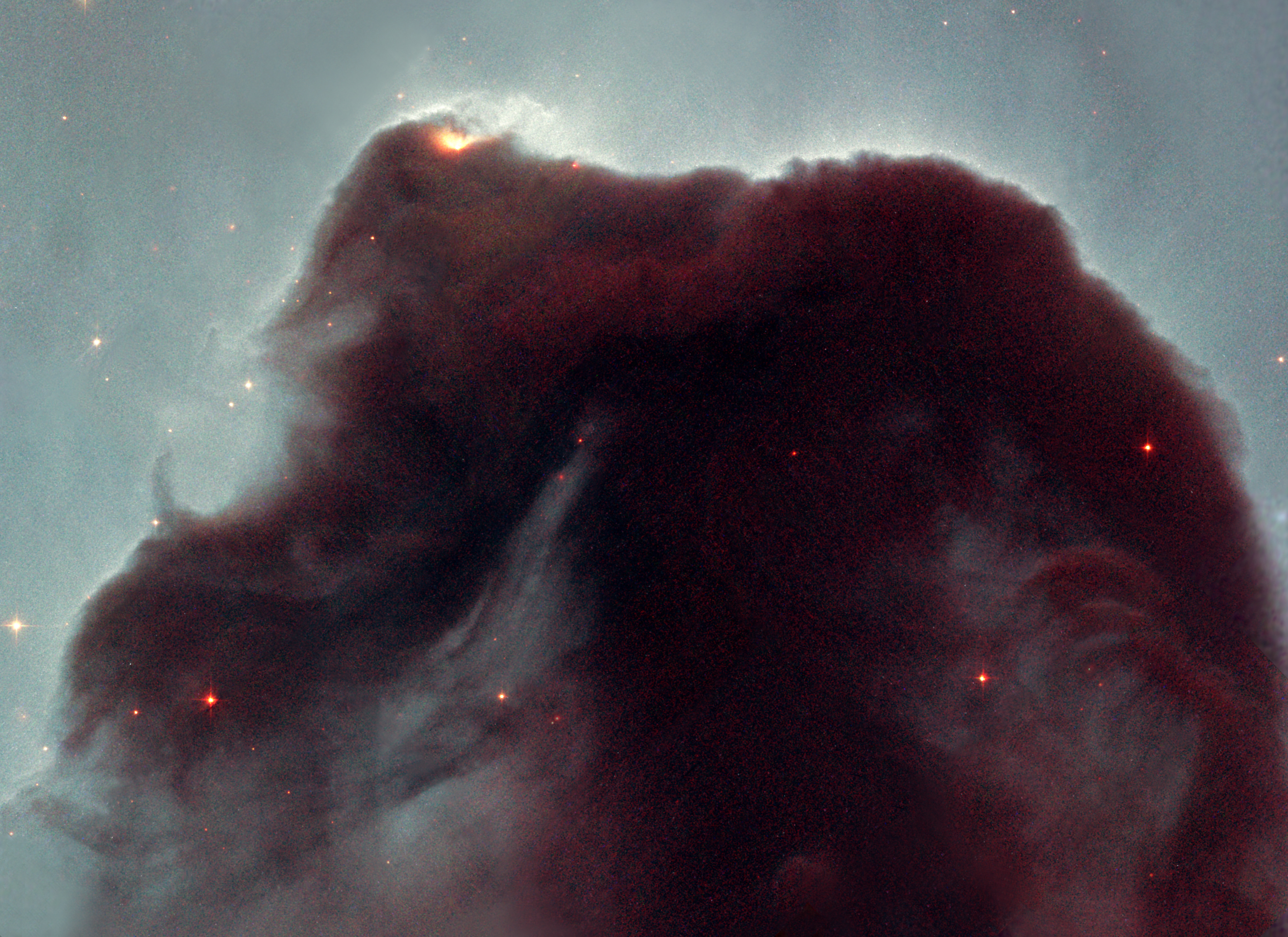
Космическая пыль в туманности «Конская голова», снимок с телескопа Хаббл.

Космическая пыль может быть обнаружена косвенными методами, в том числе с использованием анализа электромагнитных характеристик её частиц.
Космическая пыль также может быть обнаружена непосредственно («на месте») с использованием различных методов сбора. За сутки в атмосферу Земли попадает, по различным оценкам, от 5 до 300 тонн вещества внеземного происхождения.
Разработаны методы сбора образцов космической пыли в атмосфере Земли. Так, НАСА осуществляет сбор с помощью пластинчатых коллекторов, размещённых под крыльями самолётов, летающих в стратосфере. Образцы космической пыли также собирают на поверхностных отложениях обширных ледяных массивов (Антарктида и Арктика) и в глубоководных отложениях.
Ещё одним источником космической пыли являются метеориты, которые содержат звёздную пыль. Частицы звёздной пыли — это твёрдые тугоплавкие кусочки материала, распознаваемые по составу изотопов, которые могут содержаться лишь в эволюционирующих звёздах до попадания в межзвёздную среду. Эти частицы конденсировались из звёздного вещества по мере охлаждения в процессе покидания им звезды.
Для сбора частиц космической пыли в межпланетном пространстве используются автоматические межпланетные станции. Детекторы пыли использовались в миссиях таких станций как HEOS-2, Helios, Пионер-10, Пионер-11, Джотто, Галилео и Cassini, околоземных спутников LDEF, EURECA и Gorid. Некоторые учёные использовали Вояджер-1 и Вояджер-2 как своего рода гигантский зонд Ленгмюра. В настоящее время детекторы пыли установлены на космических аппаратах «Улисс», PROBA, «Розетта», «Стардаст» и «Новые горизонты». Образцы космической пыли, собранные как на Земле, так и в космосе, хранятся в специальных хранилищах. Одно из них находится в Центре Линдона Джонсона НАСА в Хьюстоне.
Большие скорости (порядка 10-40 км/с) затрудняют захват частиц космической пыли. Поэтому детекторы космической пыли разрабатываются для измерения параметров, связанных с высокоскоростным воздействием частиц, и для определения физических свойств частиц (обычно массы и скорости) посредством лабораторной калибровки. Наряду с этими, детекторы пыли измеряли также такие характеристики как ударную световую вспышку, акустический сигнал и ударную ионизацию. Детектор пыли на «Стардасте» сумел захватить неповреждённые частицы пыли в аэрогеле низкой плотности.
Хорошие возможности для изучения космической пыли дают наблюдения в инфракрасном спектре, в частности, с помощью космического телескопа НАСА «Спитцер» — крупнейшего инфракрасного телескопа, работающего на околоземной орбите. За время своей миссии «Спитцер» получал изображения и спектры теплового излучения, излучаемого космическими объектами в диапазоне от 3 до 180 микрометров. Большая часть этого инфракрасного излучения задерживается земной атмосферой и не может наблюдаться с Земли. При анализе ряда данных «Спитцера» были получены некоторые свидетельства того, что космическая пыль образуется вблизи сверхмассивной чёрной дыры.
Другим механизмом обнаружения космической пыли является поляриметрия. Поскольку частицы не имеют сферической формы и имеют тенденцию спрямлять межзвёздные магнитные поля, они поляризуют свет звёзд, который проходит сквозь пылевые облака. Для близлежащих областей межзвёздного пространства была использована высокоточная оптическая поляриметрия для определения структуры пыли в Местном пузыре (области разрежённого горячего газа внутри рукава Ориона в нашей Галактике).
В 2019 году исследователи обнаружили в Антарктиде межзвёздную пыль, которая, предположительно, имеет происхождение из Местного межзвёздного облака. Наличие межзвёздной пыли в Антарктиде было выявлено измерением радионуклидов 60Fe и 53Mn с помощью высокочувствительной масс-спектрометрии.

## Электромагнитные свойства

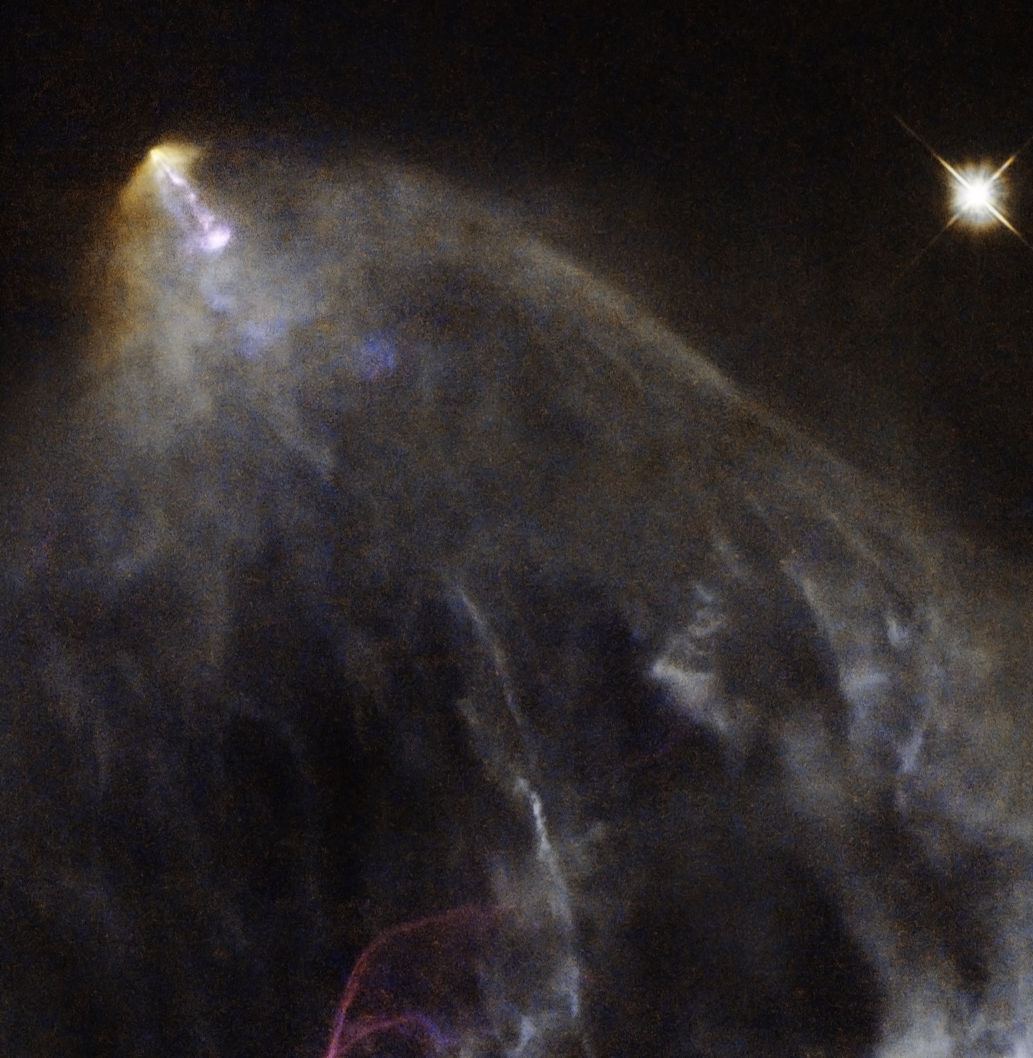
HH 151 — яркая струя светящейся материи, смешанная с оранжевым потоком газа и пыли

Частицы космической пыли взаимодействуют с электромагнитным излучением, при этом характер отражённого излучения зависит от таких характеристик частиц, как размер, поперечное сечение, структура, показатели преломления, длина волны электромагнитного излучения и т. д. Характеристики излучения космической пыли позволяют понять, имеет ли место поглощение, рассеяние или поляризация излучения.
Рассеяние и ослабление («затемнение») излучения даёт полезную информацию о размерах частиц пыли. Например, если какой-либо космический объект в определённом диапазоне выглядит ярче, чем в другом, это позволяет сделать вывод о размерах частиц.
Рассеяние света от частиц пыли на фотографиях с большой выдержкой хорошо заметно в случае отражательных туманностей (газопылевых облаков, подсвечиваемых звездой) и даёт представление об оптических характеристиках отдельных частиц. Исследования рассеяния рентгеновских лучей межзвёздной пылью позволяют предположить, что астрономические источники рентгеновского излучения будут иметь диффузные гало из-за пыли.

## Некоторые другие свойства
Космическая пыль состоит из микрочастиц, которые могут соединяться в более крупные фрагменты неправильной формы, пористость которых варьируется в широких пределах. Состав, размер и другие свойства частиц зависят от их местонахождения, и, соответственно, анализ состава частиц пыли может указывать на их происхождение. Межзвёздная пыль, частицы пыли в межзвёздных облаках и околозвёздная пыль различны по своим характеристикам. Например, частицы пыли в плотных межзвёздных облаках зачастую имеют ледяную «мантию» и в среднем крупнее частиц пыли из разрежённой межзвёздной среды. Частицы межпланетной пыли, как правило, ещё больше по размеру.
Бо́льшую часть внеземного вещества, которое оседает на поверхность Земли, составляют метеороиды диаметром от 50 до 500 микрометров и средней плотностью 2,0 г/см3 (с пористостью около 40 %). Плотность частиц межпланетной пыли, захваченных в стратосфере Земли, составляет от 1 до 3 г/см3 со средней величиной около 2,0 г/см³.
В околозвёздной пыли были обнаружены молекулы CO, карбида кремния, силикатов, полициклических ароматических углеводородов, льда и полиформальдегида (также имеются доказательства наличия в межзвёздной среде силикатных и углеродных частиц). Кометная пыль, как правило, отличается от астероидной пыли. Астероидная пыль напоминает углеродистые хондритные метеориты. Кометная пыль по составу напоминает межзвёздные частицы, которые могут включать силикаты, полициклические ароматические углеводороды и лёд.

## Звёздная пыль
Термин «звёздная пыль» относится к тугоплавким пылевым частицам, которые формировались из газов, выбрасываемых протозвёздными объектами в облако, из которого формировалась Солнечная система. Частицы звёздной пыли (также называемые в метеоритике досолнечными зёрнами) содержатся в метеоритах. Звёздная пыль до попадания в состав метеоритов была компонентом пыли в межзвёздной среде со времён начала формирования Солнечной системы, более четырёх миллиардов лет назад. Так называемые углистые хондриты являются наиболее богатыми источниками звёздной пыли.
На основе лабораторных исследований выделено большое количество различных типов звёздной пыли. Возможно, что эти тугоплавкие частицы ранее были покрыты летучими соединениями, которые теряются при растворении метеорита в кислотах, оставляя только нерастворимые тугоплавкие минералы. Поиск звёздной пыли без растворения большей части метеорита представляет собой чрезвычайно трудоёмкий процесс.
Исследования концентрации изотопов различных химических элементов в звёздной пыли позволили открыть многие новые аспекты нуклеосинтеза. Важными свойствами звёздной пыли являются такие характеристики как твёрдость, тугоплавкость, наличие следов высокотемпературного воздействия. Частыми компонентами частиц являются карбид кремния, графит, оксид алюминия, шпинель и другие твёрдые вещества, которые конденсируются при высокой температуре из охлаждающегося газа в звёздном ветре или при расширении недр сверхновой. Звёздная пыль по составу сильно отличается от частиц, образующихся при низкой температуре в межзвёздной среде.
Изотопный состав звёздной пыли, согласно имеющимся данным, не существует в межзвёздной среде, что свидетельствует о том, что звёздная пыль конденсируется из газа отдельных звёзд до того, как изотопы звёздного происхождения смешиваются с межзвёздной средой. Это позволяет идентифицировать исходные звезды. Например, тяжёлые элементы в частицах карбида кремния (SiC) представляют собой практически чистые изотопы s-процесса, что соответствует их конденсации в красных гигантах асимптотической ветви, поскольку звёзды этой ветви являются основным источником нуклеосинтеза и их атмосферы, согласно наблюдениям, высоко обогащены нуклидами, возникающими в s-процессе.
Ещё один пример — так называемые конденсаты сверхновых, в англоязычной литературе обозначаемые аббревиатурой SUNOCON (от SUperNOva CONdensate), чтобы отличать их от другого типа звёздной пыли, сконденсировавшейся в звёздных атмосферах. Конденсаты сверхновых содержат аномально большое количество изотопа 44Ca, что свидетельствует о том, что они конденсировались в атмосфере, содержавшей большое количество радиоактивного изотопа 44Ti, период полураспада которого составляет 65 лет. Таким образом, радиоактивные ядра 44Ti были ещё «живыми» в период конденсации внутри расширяющейся внутренней части сверхновой, но стали вымершими радионуклидами (в частности, 44Ca) по прошествии времени, необходимого для смешивания с межзвёздным газом. Это открытие подтвердило предсказание 1975 года о том, что таким образом можно было бы идентифицировать конденсаты сверхновых. Содержание карбида кремния в звёздной пыли конденсата сверхновых составляет всего лишь 1 % от содержания карбида кремния в звёздной пыли асимптотической ветви гигантов.
Звёздная пыль (как конденсаты сверхновых, так и звёздная пыль асимптотической ветви гигантов) представляет собой лишь малую часть космической пыли — менее 0,1 % от массы всего межзвёздного твёрдого вещества, но исследования звёздной пыли представляют большой интерес, особенно при изучении звёздной эволюции и нуклеосинтеза.
Изучение звёздной пыли позволяет анализировать вещества, которые существовали до образования Земли, что когда-то считалось невозможным, особенно в 1970-х годах, когда господствовала точка зрения, что Солнечная система зародилась как облако раскалённого газа, в котором отсутствовали твёрдые частицы, испарившиеся при высокой температуре. Существование звёздной пыли позволило опровергнуть эту гипотезу.

## Формирование пыли
Крупные частицы пыли, по-видимому, имеют сложную структуру, включающую тугоплавкие ядра, которые конденсируются внутри выбросов из звёзд, со слоями, сформировавшимися при вхождении в холодные плотные межзвёздные облака. Компьютерное моделирование циклического процесса роста и разрушения частиц вне облаков продемонстрировало, что такие ядра живут намного дольше, чем пылевая масса в целом. Эти ядра в основном включают частицы кремния, конденсирующиеся в атмосферах холодных богатых кислородом красных гигантов, и частицы углерода, конденсирующиеся в атмосферах холодных углеродных звёзд. Красные гиганты, которые эволюционировали или покинули главную последовательность и вступили в фазу звёзд-гигантов, являются основным источником тугоплавких ядер пылевых частиц. Эти тугоплавкие ядра также называют «звёздной пылью» (см. раздел выше) — термином для обозначения небольшой части космической пыли, которая конденсируется в потоках звёздных газов в период истечения последних из звёзд. Несколько процентов тугоплавких ядер пылевых частиц конденсируются в расширяющихся недрах сверхновых, представляющих собой своего рода космические декомпрессионные камеры. В метеоритике тугоплавкую звёздную пыль, извлечённую из метеоритов, часто называют «пресолярной пылью», но в метеоритах содержится лишь малая часть всей пресолярной пыли. Звёздная пыль конденсируется внутри звёзд в качественно иных условиях, нежели основная масса космической пыли, которая формируется в тёмных молекулярных облаках галактики. Эти молекулярные облака очень холодные, обычно с температурой менее 50 К, поэтому многие виды льда могут конденсироваться на частицах пыли только в случаях, когда они разрушаются или расщепляются излучением и сублимацией до газообразного состояния. После того как Солнечная система сформировалась, многие межзвёздные частицы пыли подверглись дополнительным изменениям путём слияний и химических реакций в планетарном аккреционном диске. История различных типов частиц на раннем этапе формирования Солнечной системы до настоящего времени изучена достаточно слабо.
Известно, что космическая пыль образуется в оболочках звёзд поздней эволюции из определённых наблюдаемых структур. Инфракрасное излучение с длиной волны 9,7 мкм является признаком наличия кремниевой пыли в холодных эволюционировавших гигантских звёздах, богатых кислородом. Излучение на волне 11,5 мкм указывает на наличие пыли карбида кремния. Это даёт основания утверждать, что небольшие кремниевые пылевые частицы произошли от внешних оболочек этих звёзд.
Условия в межзвёздном пространстве обычно не способствуют образованию кремниевых ядер пылевых частиц, поэтому оно требует длительного времени, если вообще возможно. Расчёты показывают, что при наблюдаемом типичном диаметре пылевой частицы и температуре межзвёздного газа образование межзвёздных частиц может потребовать времени, превышающего возраст Вселенной. С другой стороны, видно, что пылевые частицы сравнительно недавно формировались в непосредственной близости от соседних звёзд, в выбросах новых и сверхновых, а также переменных звёзд типа R Северной Короны, которые, по-видимому, выбрасывают дискретные облака, содержащие как газ, так и пыль. Таким образом, звёзды теряют массу там, где образуются тугоплавкие ядра пылевых частиц.
Большая часть космической пыли в Солнечной системе — это пыль, прошедшая многократную трансформацию из первоначального материала «строительства» Солнечной системы, который впоследствии сконцентрировался в планетезималях, и оставшееся твёрдое вещество (кометы и астероиды), преобразованное во время столкновений этих тел. В истории формирования Солнечной системы наиболее распространённым элементом был (и все ещё остаётся) водород — H2. Такие химические элементы, как магний, кремний и железо, являющиеся основными компонентами планет земной группы, конденсируются в твёрдое фазовое состояние при самых высоких температурах планетарного диска. Некоторые молекулы, такие как CO, N2, NH3 и свободный кислород, существовали в газообразном виде. Некоторые элементы и соединения, например, графит (C) и карбид кремния, конденсируются в твёрдые частицы в планетарном диске; но обнаруженные в метеоритах частицы углерода и карбида кремния, исходя из их изотопного состава, являются досолнечными а не появились во время образования планетарного диска. Некоторые молекулы формировали сложные органические соединения, а другие молекулы образовывали замороженные ледяные покровы, которые могли покрывать «тугоплавкие» (Mg, Si, Fe) ядра пылевых частиц. Звёздная пыль представляет исключение из общей тенденции, поскольку при её конденсации внутри звёзд формируются тугоплавкие кристаллические минералы. Конденсация графита происходит внутри недр сверхновой, когда они расширяются и охлаждаются, и это происходит даже в газе, содержащем больше кислорода, чем углерода. Подобные химические свойства углерода возможны в радиоактивной среде сверхновых. Этот пример пылеобразования заслуживает особого рассмотрения.
Образование планетарных дисков предшественников молекул во многом определялось температурой солнечной туманности. Так как температура солнечной туманности снижалась по мере удаления от формирующегося Солнца, можно определить происхождение пылевой частицы, исходя из её состава. Некоторые материалы пылевых частиц могли быть получены только при высоких температурах, в то время как другие материалы — при значительно более низких. Нередко в одной пылевой частице содержатся компоненты, которые формировались в разных местах и в разное время в солнечной туманности. Бо́льшая часть вещества, присутствовавшего в исходной солнечной туманности, с тех пор исчезла (аккрецировала на Солнце, улетучилась в межзвёздное пространство или стала частью планет, астероидов или комет).
Из-за их высокой степени трансформации частицы межпланетной пыли представляют собой мелкозернистые смеси, состоящие от тысяч до миллионов минеральных частиц и аморфных компонентов. Можно изобразить такую частицу как «матрицу» материала со «встроенными» элементами, которые были сформированы в разное время и в разных местах солнечной туманности, а также до её образования. Примерами элементов, «встроенных» в космическую пыль, являются стеклянные частицы с вкраплением металлов и сульфидов, хондры и CAI.

## От солнечной туманности до Земли
Планетологи классифицируют хондритовые частицы по степени окисления содержащегося в них железа: энстатитовые (Е), обыкновенные (О) и углистые (С). Как следует из названия, углистые хондриты богаты углеродом, и многие из них имеют аномалии в содержании изотопов водорода, азота, углерода и кислорода. Наряду с углистыми хондритами, имеются частицы космической пыли, которые содержат элементы с самой низкой температурой конденсации («летучие» элементы) и наибольшее количество органических соединений. Предполагается, что эти частицы пыли образовались на начальном этапе формирования Солнечной системы. «Летучие» элементы не находились при температуре выше 500 К, поэтому «матрица» частицы межпланетной пыли состоит из какого-то очень «раннего» по возрасту материала. Этот сценарий справедлив в случае кометной пыли. Происхождение мелкой фракции, которая является звёздной пылью (см. выше), совершенно иное; это тугоплавкие минералы, сформировавшиеся внутри звёзд, которые становятся компонентами межзвёздной материи и остаются в формирующемся планетарном диске. Поток ионов от солнечных вспышек оставляет следы на частицах. Ионы солнечного ветра, воздействующие на поверхность частицы, порождают аморфное излучение, деформированное дисками на поверхности частицы, а спаллогенные ядра порождаются галактическими и солнечными космическими лучами. Частица пыли, которая образуется в поясе Койпера на расстоянии в 40 астрономических единиц от Солнца, будет иметь намного большую плотность следов и более высокие интегрированные дозы излучения, чем частицы пыли, возникающие в главном поясе астероидов.
Компьютерное моделирование 2012 года показало, что сложные органические молекулы, необходимые для возникновения жизни (внеземные органические молекулы), могли образоваться в протопланетном диске из частиц пыли, окружающих Солнце, до образования Земли. Аналогичные процессы могут происходить и вокруг других звёзд, имеющих планетные системы.
В сентябре 2012 года учёные НАСА сообщили, что полициклические ароматические углеводороды (ПАУ), подвергнутые воздействию условий межзвёздной среды, посредством гидрирования, оксигенации и гидроксилирования превращаются в более сложные органические вещества — «шаг по пути к аминокислотам и нуклеотидам, сырью белков и ДНК, соответственно». Кроме того, в результате этих преобразований ПАУ теряют свои спектроскопические характеристики, что может быть одной из причин «отсутствия обнаружения ПАУ в межзвёздных частицах льда, особенно во внешних областях холодных, плотных облаков или верхних молекулярных слоях протопланетных дисков».
В феврале 2014 года НАСА объявило об обновлении базы данных для обнаружения и мониторинга полициклических ароматических углеводородов во Вселенной. По словам представителей НАСА, более 20 % углерода во Вселенной может быть связано с ПАУ, возможными исходными материалами для формирования жизни. По-видимому, ПАУ образовались вскоре после Большого взрыва и они связаны с новыми звёздами и экзопланетами.
В марте 2015 года представители НАСА сообщили, что впервые в лаборатории в условиях, максимально приближённых к космическому пространству, были синтезированы сложные органические соединения ДНК и РНК, включая урацил, цитозин и тимин, с использованием исходных химических веществ, таких как пиримидин, найденных в метеоритах. По мнению учёных, пиримидин — наиболее богатое углеродом химическое вещество, обнаруженное во Вселенной, возможно, образовался в красных гигантах или в межзвёздных пылевых и газовых облаках.

## Пылевые облака во Вселенной
Солнечная система, как и другие планетные системы, имеет своё собственное межпланетное пылевое облако. Во Вселенной существуют различные типы газопылевых туманностей с различными физическими характеристиками и процессами: диффузные туманности, инфракрасные отражательные туманности, остатки сверхновых, молекулярные облака, области HII, области фотодиссоциации и тёмные туманности.
Различия между этими типами туманностей заключаются в характере испускаемого ими излучения. Например, области H II, такие как туманность Ориона, где идут интенсивные процессы звездообразования, характеризуются как тепловые эмиссионные туманности. С другой стороны, остатки сверхновых, такие как Крабовидная туманность, характеризуются нетепловым (синхротронным излучением).
Некоторые из наиболее известных пылевых туманностей — диффузные туманности из каталога Мессье, такие как M1, M8, M16, M17, M20, M42, M43. Существуют и более крупные каталоги пылевых объектов — Каталог Шарплесса (1959). Каталог областей HII Линдса (1965) Каталог светлых туманностей Линдса (1962), Каталог тёмных туманностей ван ден Берга (1966) Каталог отражательных туманностей Грина (1988) Каталог Национального центра данных по космическим наукам (NSSDC) НАСА и CDS Online-каталоги.

## Доставка образцов пыли
В рамках программы НАСА «Discovery» для исследования кометы 81P/Вильда и сбора образцов космической пыли 7 февраля 1999 года была запущена автоматическая межпланетная станция «Стардаст». «Стардаст» доставила образцы пыли на Землю 15 января 2006 года. Весной 2014 года было объявлено о восстановлении частиц межзвёздной пыли из образцов.